# 6月7日
6月7日是公历一年中的第158天（闰年第159天），離全年結束還有207天。

## 大事記

### 20世紀以前
- 1099年：布永的高佛瑞率領第一次十字軍東征隊伍開始圍攻阿拉伯法蒂瑪王朝城市耶路撒冷。
- 1494年：在教宗亚历山大六世斡旋下，西班牙和葡萄牙达成瓜分新大陆的《托德西利亚斯条约》。
- 1628年：《權利呈請書》得到查理一世的御准，是一份重要的英國憲法文件，規定了個人的具體自由。
- 1654年：路易十四被加冕為法國國王。
- 1795年：被譽為世界上最堅固要塞的盧森堡要塞，在經過法軍長達7個月的圍攻後投降，此戰後南尼德蘭併入法國。
- 1895年：日本軍隊根據《馬關條約》的規定完全佔領台灣。

### 20世紀
- 1905年：挪威議會宣布與瑞典之間的瑞典-挪威聯盟正式解體，挪威成為主權獨立的國家。
- 1906年：英国盧西塔尼亞號郵輪在蘇格蘭格拉斯哥下水。1915年5月，盧西塔尼亞號遭一艘德國潛艇擊沉，這成為幾年後美國參戰的導火線之一。
- 1915年：中俄蒙协约簽訂，俄国同意外蒙古取消獨立，中国許諾給予外蒙古高度自治。
- 1929年：在《拉特朗條約》正式生效後，義大利王國承認聖座在梵蒂岡建立主權獨立的國家。
- 1942年：美國海軍在中途島附近擊退計劃發動進攻的大日本帝國海軍，中途島戰役結束。
- 1945年：湘西會戰結束，中華民國國民革命軍勝利。
- 1948年：法屬摩洛哥爆發反猶暴動，造成44人死亡，150人受傷。
- 1965年：美國最高法院下達裁決，禁止各州將已婚伴侶使用避孕措施定為犯罪。
- 1969年：由艾瑞克·克萊普頓、史蒂夫·溫伍德和金格·貝克組成的超級搖滾樂隊盲目信仰樂團在倫敦海德公園的10萬名歌迷面前首次亮相，這是他們在英國舉辦的唯一一場演唱會。
- 1977年：五億人在電視上觀看了伊麗莎白二世銀禧紀念日（英语：Silver Jubilee of Elizabeth II）的盛況。
- 1981年：以色列空军出动14架战斗机摧毁伊拉克首都巴格达附近正在兴建的核子反应炉。
- 1984年：香港總督尤德為東區走廊第一段主持開幕儀式。到第二日下午兩點半，該段東區走廊正式開放通車。第一段由銅鑼灣至太古城，全長3.7公里。東區走廊通車後，港島東區的交通大為改善。
- 1989年：旺角彌敦道一帶香港市民悼念六四事件的活動演變成騷亂，警方調派七百人到場，最後要發射催淚彈，才將滋事者驅散。
- 1989年：蘇里南航空764號班機在帕拉马里博墜毀，包括15名蘇里南足球運動員在內的176人遇難。
- 1999年：最高人民法院舉行新聞發佈會，公布廣東湛江特大走私受賄案的香港主犯李深，以及香港和內地多名走私份子，在廣東被執行死刑。案件涉及1996年初至1998年中期間，香港走私份子賄賂收買湛江海關邊防等部門官員，進行走私偷逃關稅等活動，涉及金額十幾億人民幣。令國家蒙受重大經濟損失。

### 21世紀
- 2006年：美國空軍對伊拉克巴古拜附近的房屋實施空襲，擊斃蓋達組織領導人阿布·穆薩布·扎卡維。
- 2007年：中華民國宣佈與哥斯達黎加斷交，因哥國與中華人民共和國建交。
- 2008年：張韶涵受邀參與北京奥运会火炬傳遞，成為第一位台灣籍藝人火炬手。
- 2009年：在2009年法国网球公开赛男单决赛中，瑞士天王费德勒以3:0的比分横扫了赛会的最大黑马索德林，职业生涯首度在法网捧起火枪手杯。至此，他不仅追平了桑普拉斯的14个大满贯头衔记录，更成为历史上的第六位完成职业生涯全满贯的选手。
- 2013年：中国福建省厦门市发生快速公交纵火事件，造成47人死亡，34受伤。

## 出生
- 1003年：夏景宗李元昊，西夏开國皇帝（1048年逝世）
- 1594年：塞萨尔·德·波旁，法國國王亨利四世私生子（1665年逝世）
- 1752年：約瑟夫·瑪麗·雅卡爾，法國發明家（1834年逝世）
- 1757年：喬治亞娜·卡文迪什，德文郡公爵夫人，英國德文郡公爵夫人（1806年逝世）
- 1777年：罗伯特·詹金逊，第二代利物浦伯爵，英國利物浦伯爵阁下，最年轻英国首相（1828年逝世）
- 1840年：卡洛塔，墨西哥皇后和比利时公主（1927年逝世）
- 1845年：莱奥波德·奥尔，匈牙利小提琴演奏家、作曲家、音乐教师（1930年逝世）
- 1848年：保羅·高更，法國印象派畫家（1903年逝世）
- 1862年：菲利普·莱纳德，德国物理学家，1905年诺贝尔物理学奖得主（1947年逝世）
- 1868年：查爾斯·雷尼·麥金托什，蘇格蘭建築師（1928年逝世）
- 1883年：西尔韦纳斯·莫利，美国考古学家、铭文学家和玛雅文化研究专家，对20世纪初期的前哥伦布时期玛雅文化研究做出了巨大贡献（1948年逝世）
- 1884年：鲁尔夫·盖苓，奥匈帝國建筑師（1952年逝世）
- 1886年：亨利·科安德，罗马尼亚发明家，空气动力学先锋和现代喷气式飞机之父（1972年逝世）
- 1893年：伊利斯·格拉夫斯特伦，世界知名花样滑冰運動員（1938年逝世）
- 1896年：納吉·伊姆雷，匈牙利政治家，曾任部長會議主席（1958年逝世）
- 1896年：罗伯特·S·马利肯，美国物理学家、化学家，1966年诺贝尔化学奖得主（1986年逝世）
- 1897年：基里尔·梅列茨科夫，苏联军事领导人，苏联元帅（1968年逝世）
- 1897年：乔治·塞尔，匈牙利裔美國指挥家（1970年逝世）
- 1909年：维珍尼亚·阿普伽，美國医生（1974年逝世）
- 1909年：洁西卡·坦迪，英國女演員（1994年逝世）
- 1929年：约翰·内皮尔·特纳，加拿大政治人物，第17任加拿大总理（2020年逝世）
- 1929年：安東尼奧·卡瓦哈爾，墨西哥職業足球運動員（2023年逝世）
- 1933年：拉明·迪亞克，塞內加爾男子跳遠運動員，國際奧林匹克委員會委員（2021年逝世）
- 1938年：古龍，台灣武俠小說作家（1985年逝世）
- 1940年：汤姆·琼斯，英国男歌手
- 1942年：，利比亞革命警衛隊上校，利比亞綠色革命精神領袖，前任利比亞實際最高領導者、非洲聯盟主席（2011年逝世）
- 1943年：陳鴻烈，香港演員（2009年逝世）
- 1945年：沃尔夫冈·许塞尔，奥地利人民党政治家
- 1947年：劉兆佳，香港中文大學教授、中央政策組首席顧問
- 1952年：奥尔汗·帕穆克，土耳其作家，2006年诺贝尔文学奖得主
- 1952年：連恩·尼遜，北愛爾蘭知名演員
- 1953年：马可·穆勒，意大利电影制片人、电影史家、影评人
- 1954年：路易絲·厄德里奇，美國小說家、詩人
- 1957年：侯友宜，台灣警官、前內政部警政署署長，現任新北市長
- 1958年：王子，美國歌手、音樂家（2016年逝世）
- 1959年：迈克·彭斯，美國政治人物，第48任美國副總統
- 1959年：小林武史，日本音樂製作人，前My Little Lover成員
- 1960年：荒木飛呂彥，日本漫畫家
- 1961年：朱立倫，台灣政治人物，曾任桃園縣縣長、行政院副院長、中國國民黨主席，新北市市長
- 1962年：兰斯·雷迪克，美國男演員（2023年逝世）
- 1962年：維奧拉·阿姆赫德，瑞士政治人物，現任瑞士聯邦委員會委員
- 1963年：廈門潤，日本漫畫家
- 1963年：崔相穆，韓國政治人物
- 1963年：罗伯托·阿蓝尼亚，法國歌剧男高音歌唱家
- 1964年：林強，台湾歌手、演員、音樂創作人
- 1965年：吳國敬，香港歌手、作曲人
- 1965年：米克·佛利，美國职业摔角手、作家
- 1965年：达米恩·赫斯特，新一代英国艺术家主要代表人物之一
- 1966年：張雨生，台灣音樂人、創作歌手（1997年逝世）
- 1966年：高怡平，台灣藝人
- 1966年：趙燕國彰，中國演員、電影導演
- 1966年：喜田亞由美，日本女性聲優
- 1969年：周傳雄，台灣音樂人、創作歌手
- 1969年：约阿基姆王子，丹麦王室成員，瑪格麗特二世次子
- 1970年：車胜元，韓國演員
- 1970年：卡福，巴西足球運動員
- 1972年：卡尔·厄本，新西兰男演員
- 1973年：宋允兒，韓國女演員
- 1974年：贝尔·格里尔斯，英國探险家、作家、电视主持人、童军总领袖
- 1975年：陳仙梅，台灣女演員
- 1975年：艾倫·艾佛森，美國職業籃球運動員、饒舌歌手
- 1977年：任港秀，香港演員
- 1977年：容海恩，香港法律界人士、立法會議員
- 1977年：安胜浩，韓國歌手兼TN Entertainment、Skoolooks、School store代表
- 1977年：马尔钦·巴什琴斯基，波兰足球員
- 1978年：林韋君，台灣女演員
- 1978年：比爾·哈德，美國男演員、製片人、配音演員、喜劇演員
- 1979年：羅泳嫻，香港無綫電視演員
- 1979年：周浩鼎，香港法律界人士、立法會議員
- 1979年：奇云·贺夫兰，荷兰足球员
- 1979年：安妮·麥克萊恩，美國工程師、太空人
- 1981年：曾美華，香港新聞主播
- 1981年：安娜·庫妮可娃，俄羅斯網球運動員
- 1982年：羅巧倫，台灣女演員
- 1982年：淺見麗奈，日本女演員
- 1982年：赫尔曼·卢克斯，足球運動員
- 1982年：沈伯洋，台灣立法委員
- 1985年：三宅麻理惠，日本女性聲優
- 1985年：丹妮·艾凡斯，美國模特
- 1986年：基冈·布拉德利，美國職業高爾夫球運動員
- 1987年：苏茜薇，中國女演員
- 1988年：木村珠莉，日本女性聲優
- 1988年：麥可·塞拉，加拿大男演員、音樂家
- 1989年：蔡尚樺，臺灣主持人
- 1990年：庞盼盼，中國女子体操運動員
- 1990年：艾莉森·施米特，美國女子游泳運動員
- 1990年：伊姬·阿潔莉亞，澳洲藝人、模特兒
- 1991年：吳嘉儀，香港女藝人
- 1991年：艾蜜莉·瑞特考斯基，美國模特兒、女演員
- 1992年：莎拉·李，美國電視名人、職業摔角選手（2022年逝世）
- 1992年：喬丹·克拉克森，菲律賓-美國職業籃球運動員
- 1993年：金瀚，中國演員、歌手
- 1993年：吳念庭，臺灣職業棒球運動員
- 1993年：朴芝妍，韓國女子偶像團體T-ara成員
- 1993年：斯韋·李，美國男歌手、饒舌歌手、詞曲作家
- 1994年：蓋文·利澤伍德，美國男演員、歌手
- 1995年：劉頌鵬，香港男演員
- 1995年：李主恩，韓國女子偶像團體DIA成員
- 1995年：斯韋·李，美國歌手、饒舌歌手、詞曲作家
- 1996年：Sayuri，日本創作歌手（2024年逝世）
- 1996年：李抒澔，韓國男子偶像團體ONEUS成員
- 2000年：小園海斗，日本職業棒球運動員
- 2000年：大之里泰輝，日本相撲力士，第75代橫綱

## 逝世
- 1329年：罗伯特一世，苏格兰國王（1274年出生）
- 1358年：足利尊氏，日本室町幕府第1代征夷大將軍（1305年出生）
- 1392年：沐英，明朝開國名將（1345年出生）
- 1640年：百地丹波，日本安土桃山時代土豪（1556年出生）
- 1826年：約瑟夫·夫朗和斐，德國物理學家（1787年出生）
- 1840年：腓特烈·威廉三世，普魯士國王（1770年出生）
- 1848年：維薩里昂·別林斯基，俄国文学评论家（1811年出生）
- 1935年：米丘林，俄国园艺学家（1855年出生）
- 1945年：西田幾多郎，日本哲學家（1870年出生）
- 1951年：奧斯瓦爾德·波爾，納粹德國黨衛隊軍官（1892年出生）
- 1954年：艾倫·圖靈，英國計算機科學家、數學家、邏輯學家、密碼分析學家和理論生物學家，電腦科學與人工智慧之父（1912年出生）
- 1972年：武田久吉，日本植物學家（1883年出生）
- 2001年：维克托·帕斯·埃斯登索罗，玻利维亚总统（1907年出生）
- 2002年：巴沙帕·達納帕·賈蒂，印度副总统，曾代理印度总统（1913年出生）
- 2006年：潘希真，筆名琦君，台灣作家（1917年出生）
- 2006年：畢漪汶，澳門教育家，澳門東南學校創校校長（1924年出生）
- 2006年：阿布·穆萨布·扎卡维，伊拉克基地组织首领（1966年出生）
- 2009年：胡樹儒，香港漫畫家、動畫製作人、電影導演（1935年出生）
- 2010年 : 柴泽民，中华人民共和国外交家、首任驻美大使
- 2011年：药家鑫，中国杀人犯（1989年出生）
- 2013年: 李文海，原中国人民大学校长、中国史学会会长（1932年出生）
- 2015年：克里斯托弗·李，英国演员（1922年出生）
- 2018年：傅達仁，台灣節目主持人（1933年出生）
- 2020年:  刘爱琴，刘少奇长女（1927年出生）
- 2021年：苏毅然，中顾委委员，中共山东省委书记（1918年出生）
- 2022年：辛育龄，中国胸外科专家，中日友好医院首任院长，七一勋章获得者（1921年出生）
- 2022年:  周勤之，中国工程院院士、机械制造工艺与设备专家（1927年出生）
- 2023年：鋼鐵酋長，伊朗男演員、前職業摔跤選手（1942年出生）
- 2024年：威廉·安德斯，美國太空人（1933年出生）

## 节假日和习俗
- 世界食品安全日[1]
- 世界雨燕日[2][3]
- 秘魯：旗幟日
- 挪威：聯邦解體日（英语：Union Dissolution Day）
- 馬爾他：塞特·朱格諾（英语：Sette Giugno）
- 阿根廷：新聞工作者日

## 社会事件
- 每年中华人民共和国高考（普通高等学校招生全国统一考试）开考日，中国大陆数以千万计的学子参考，争取大学入学的资格。这一天经常有特别助威活动，媒体专题报道。